# 遠軽郵便局
遠軽郵便局（えんがるゆうびんきょく）は北海道紋別郡遠軽町にある郵便局。民営化前の分類では集配普通郵便局であった。

## 概要
住所：〒099-0499 北海道紋別郡遠軽町大通北2-2-1

## 沿革
- 1901年（明治34年）2月1日 - 遠軽郵便局として開設[1]。
  - 当局が「遠軽」と命名されたことが地名としての「遠軽」の始まりとなる。遠軽町#町名の由来も参照。
- 1950年（昭和25年）10月1日 - 特定郵便局から普通郵便局に局種別改定[2]。
- 1950年（昭和25年）11月16日 - 電気通信業務の取扱を、新設の遠軽電報電話局に移管[3]。
- 1957年（昭和32年）12月 - 局舎落成。
- 1958年（昭和33年）1月21日 - 電話通話および和文電報受付事務の取扱を開始。
- 2000年（平成12年）8月14日 - 外国通貨の両替および旅行小切手の売買に関する業務取扱を開始。
- 2006年（平成18年）10月10日 - 瀬戸瀬郵便局、安国郵便局、生田原郵便局から集配業務を移管[4]。
- 2007年（平成19年）10月1日 - 民営化に伴い、併設された郵便事業遠軽支店に一部業務を移管。
- 2012年（平成24年）10月1日 - 日本郵便株式会社の発足に伴い、郵便事業遠軽支店を遠軽郵便局に統合。

## 取扱内容
- 郵便、印紙、ゆうパック、内容証明
- 貯金、為替、振替、振込、国際送金、外貨両替・トラベラーズチェック、国債、投資信託
- 生命保険、バイク自賠責保険、自動車保険、がん保険、引受条件緩和型医療保険
- ゆうちょ銀行ATM
- 紋別郡遠軽町内の一部地域（旧丸瀬布町、旧白滝村地区を除く）の集配業務
- ゆうゆう窓口

## 周辺
- 遠軽町役場
- 遠軽町芸術文化交流プラザ
- 遠軽厚生病院
- 遠軽警察署
- 湧別川

## アクセス
- JR石北本線 遠軽駅から北東へ約600m（徒歩約7分）
- 北海道北見バス 遠軽郵便局停留所下車
- 旭川紋別自動車道 丸瀬布ICから北東へ約22km
- 国道242号沿い
- 駐車場あり：8台